# Pachnobia ussurica
Pachnobia ussurica är en fjärilsart som beskrevs av Vladimir S. Kononenko 1984. Pachnobia ussurica ingår i släktet Pachnobia och familjen nattflyn. Inga underarter finns listade i Catalogue of Life.